# Coccinella septempunctata
Coccinella septempunctata, còn có tên khác là Bọ rùa bảy đốm hay "C-7"), là một loài bọ rùa phố biến nhất ở châu Âu. Cánh chúng có màu đỏ nhưng có mỗi cánh 3 đốm đen và một đốm nằm ở điểm nối hai cánh, tổng cộng có 7 đốm đen.

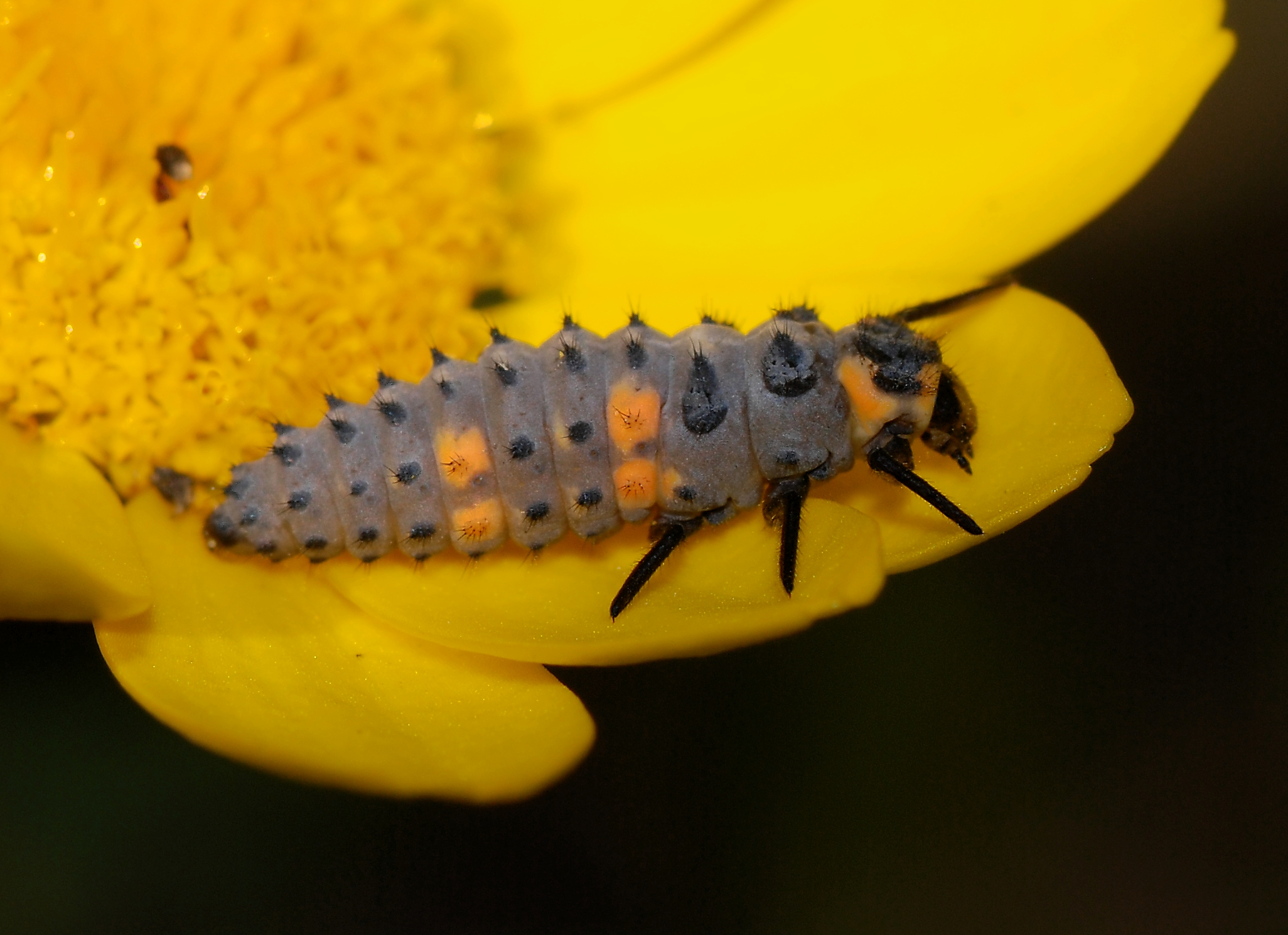
Ấu trùng của C. septempunctata

C. septempunctata có phạm vi phân bố sinh học rộng, chúng sinh sống hầu như mọi nơi có rệp vừng vì chúng ăn loài này. Cả con trưởng thành lẫn ấu trùng đều ăn rệp vừng, do đó loài bọ rùa này đã được du nhập sang Bắc Mỹ để kiểm soát rệp vừng.
Ở Anh quốc, đang có lo ngại loài bọ rùa 7 đốm này bị cạnh tranh thức ăn bởi loài bọ rùa châu Á. Ngược lại, ở Bắc Mỹ, loài này lại cạnh tranh hơn hẳn các loài bản địa, bao gồm cả Coccinella.
Con lớn có thể dài 7,6–10,0 mm (0,3–0,4 in).

## Phân bố
Chúng có thể được tìm thấy ở Châu Âu, Bắc Phi, Úc, Cộng hòa Síp, Nga thuộc châu Âu, Caucasus, Siberia, vùng liên bang Viễn Đông, Belarus, Ukraine, Moldova, Transcaucasia, Kazakhstan, Trung Á, Tây Á, Trung Đông, Afghanistan, Mông Cổ, Trung Quốc, Hàn Quốc, Triều Tiên, Pakistan, Nepal, Bắc Ấn Độ, Nhật Bản, Sri Lanka và Đông Nam Á. Bọ rùa 7 đốm cũng có ở Nam Mĩ (loài này đã được giới thiệu đến đây) và vùng châu Phi nhiệt đới.
Lần đầu tiên loài này được giới thiệu đến nước Mỹ thành công là vào năm 1973 (sau nhiều lần thất bại). Từ đó, bọ rùa 7 đốm đã lan rộng đến các bang Niu Oóc, Connecticut, Oklahoma, Delaware và Goergia.

## Hình ảnh

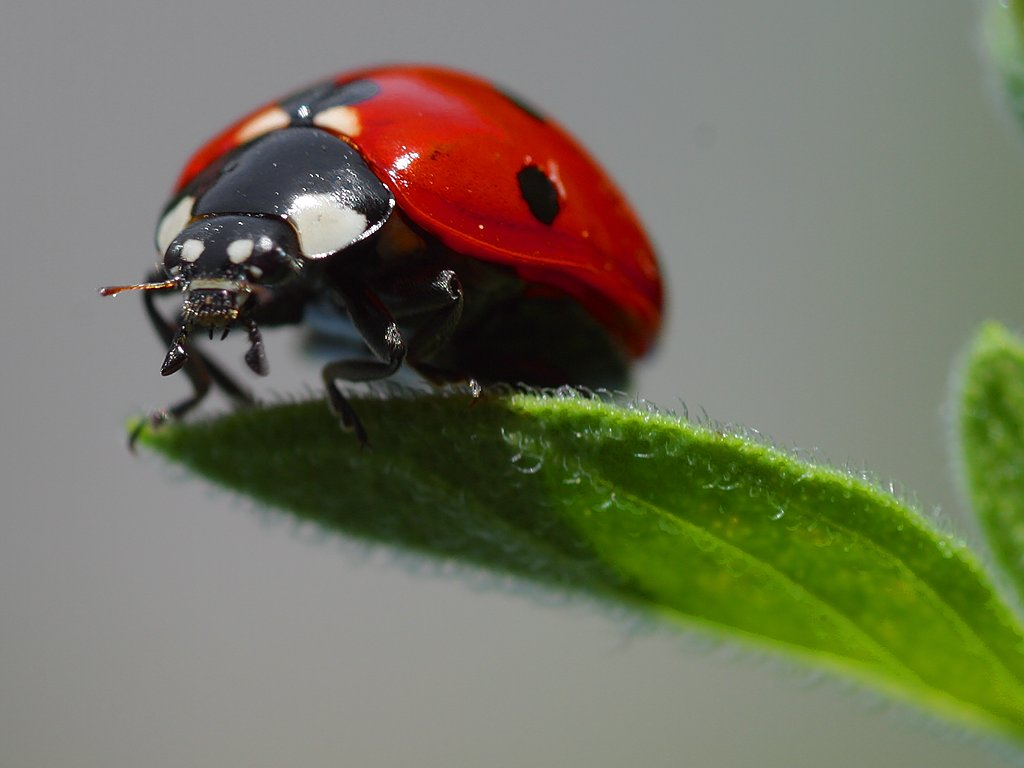
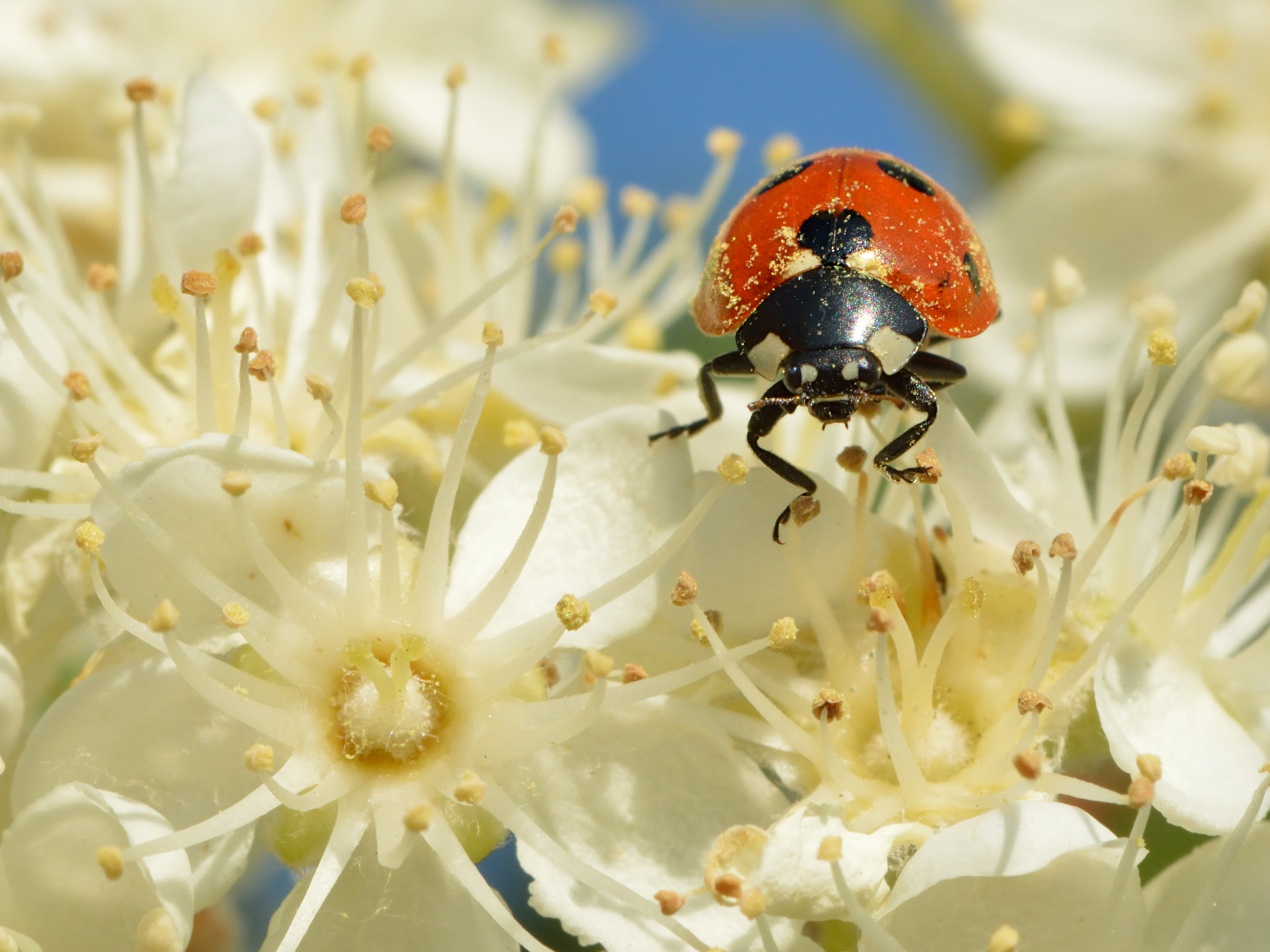
đang hút phấn hoa và mật hoa
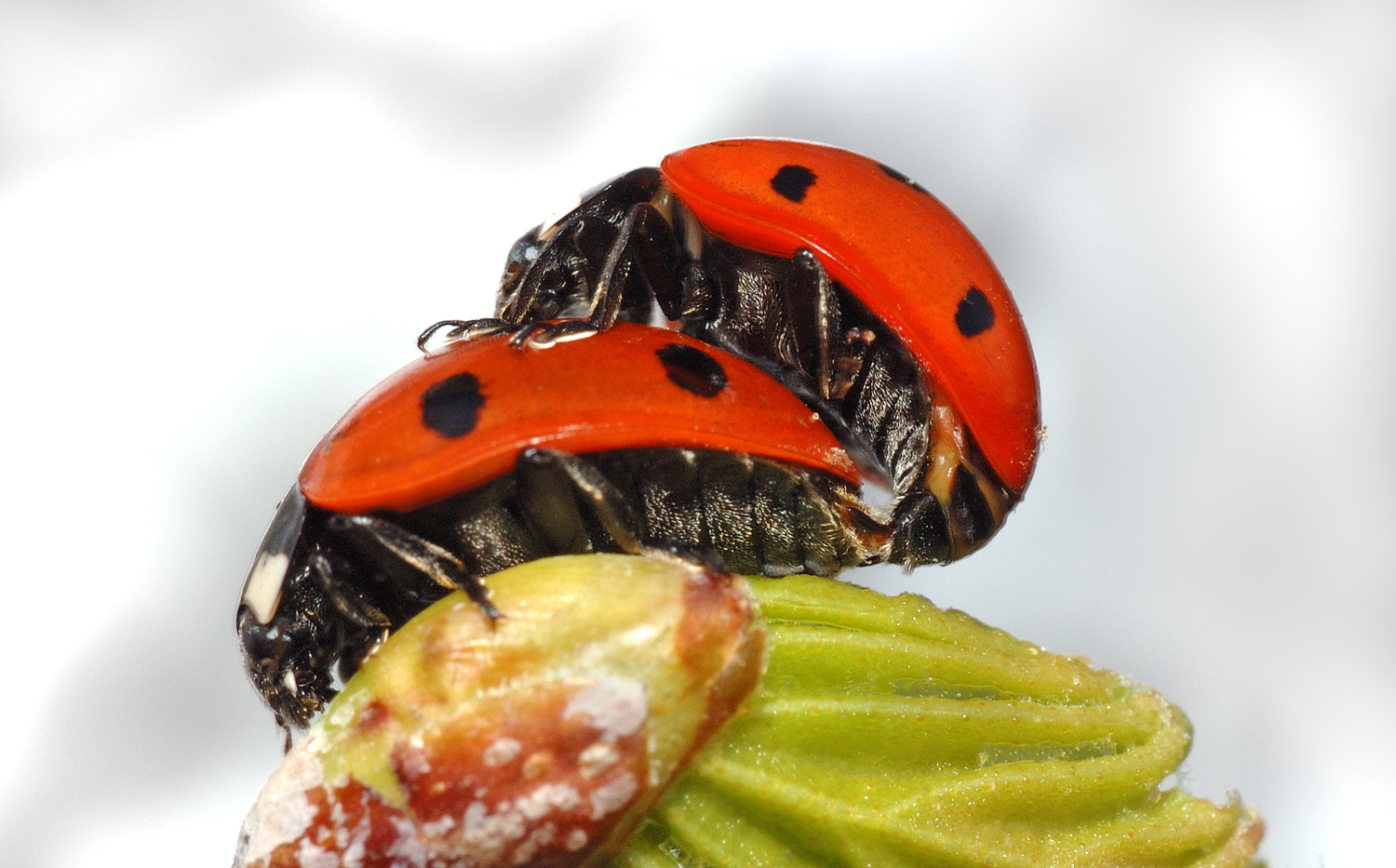
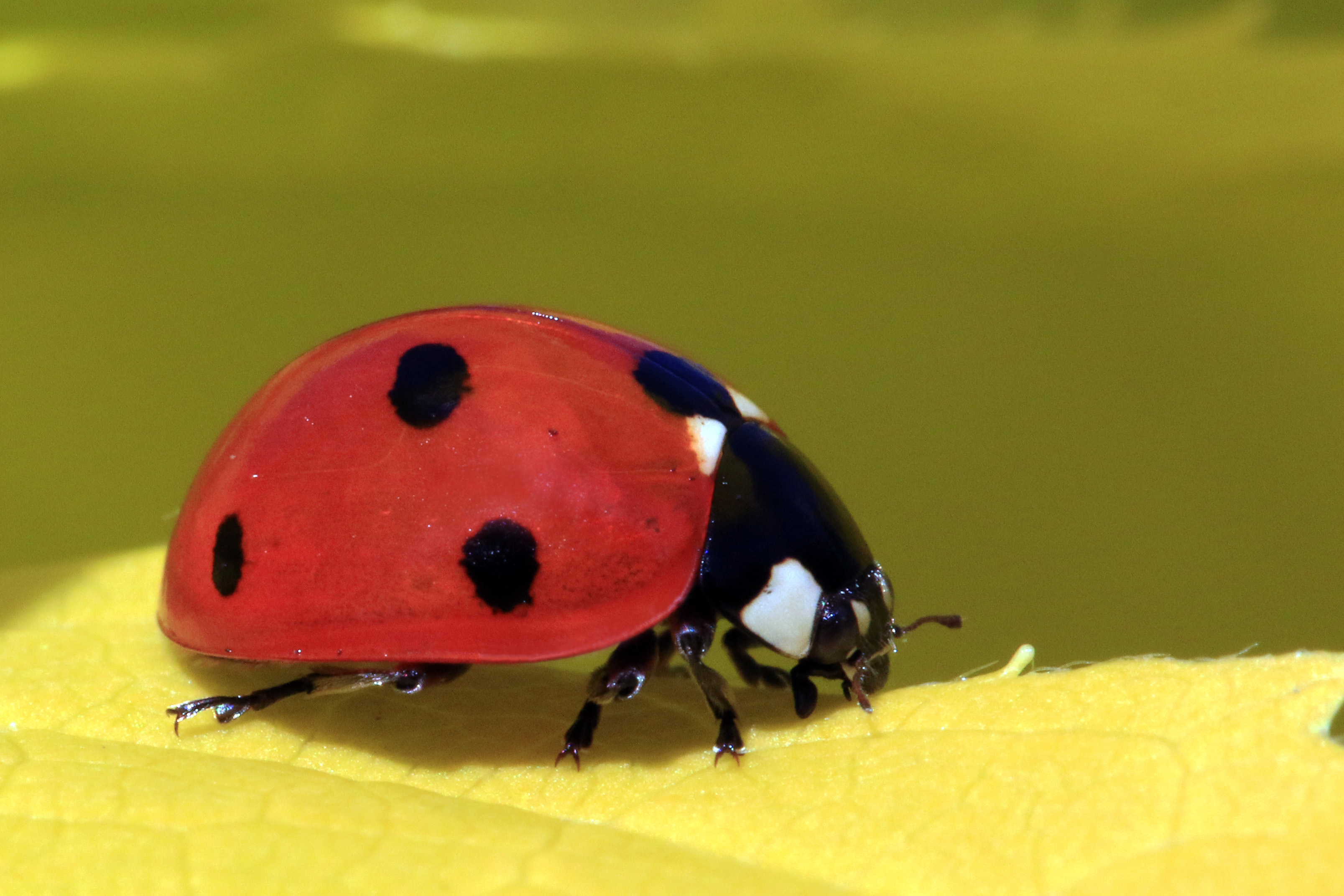

- Video bắt đầu bay